# 아카하시 나리코
아카하시 나리코/토우시(일본어: 赤橋 登子 あかはし なりこ / とうし[*], 도쿠지 원년 (1306년) - 쇼헤이 20년 5월 4일 (1365년 5월 25일))는 가마쿠라 시대부터 난보쿠초 시대에 걸쳐 살은 여성이다. 무로마치 막부 초대 쇼군 아시카가 타카우지의 정실이다.

## 가족 관계
호죠씨 일족으로, 도쿠소케에 버금가는 높은 가격을 가진 아카하시가 출신이다. 
- 아버지 : 호죠 히사토키
- 어머니 : 호죠 무네요리의 딸
- 오빠 : 호죠 모리토키 (동복형제), 호죠 히데토키
- 남편 : 아시카가 타카우지
  - 아들 : 아시카가 요시아키라
  - 아들 : 아시카가 모토우지
  - 딸 : 타즈오

## 생애
아시카가씨는 막부에서 호죠씨 다음으로 높은 지위에 있는 유력 고케닌으로, 대대로 당주가 호죠씨 일족과 혼인 관계를 맺어 왔다. 나리코는 아시카가씨의 대를 이은 아들로 자신과 같은 호죠 시게토키의 현손인 타카우지에게 시집가, 적남 센쥬오 (후의 요시아키라)를 낳았다.
겐코 3년 (1333년)에 남편 타카우지가 고다이고 천황의 부름에 응한 반란 세력의 진압을 위해 총대장으로 출진했을 때에는, 센쥬오와 함께 인질로 가마쿠라에 머물게 되었다고 한다 (『태평기』). 이후, 남편이 반란 세력에 합류하자, 모자는 가마쿠라를 탈출했지만, 길이 엇갈려 닛타 요시사다가 이끄는 반란군에 의해 가마쿠라는 공격당해 패했고, 친정 아카하시가를 포함한 호죠씨 일족은 멸망했다.
타카우지가 무로마치 막부를 성립하여 권력을 잡자, 미다이도코로로 종2위에 올랐다. 엔분 3년 (1358년), 타카우지가 사망하자, "오오카타도노(大方殿)"로 불렸다. "오오카타젠니(大方禅尼)"라고도 불리는 것으로 보아, 남편이 죽자 순순히 출가한 것 같다.
쇼헤이 20년 (1365년) 5월 4일에 60세의 나이로 사망했다. 계명은 登真院殿定海大禅定尼이다. 교토 닌나지 토지인에서 화장을 하고, 매장했다. 종1위로 추증되었다.

## 인물
- 『제가계도찬(諸家系図纂)』에 담겨있는 호죠씨의 족보에는 「義詮卿并基氏宮妃等母儀」라고 되어있어, 적어도 2남 1녀를 낳은 것으로 보인다 (따라서 이것이 요시아키라ㆍ모토우지ㆍ타즈오를 가리키는 것으로 보인다). 그 외에 1남 3녀가 더 있었다는 설도 있다.
- 요시아키라와 모토우지 등 정실 소생의 아들을 지키기 위해, 타카우지의 서자인 아시카가 타다후유의 인지에 극렬히 반대하였다고 알려져 있으며, 타다후유 등 타카우지의 서자를 학대한 냉혹한 어머니였다는 평도 있다.

## 등장 작품

### TV드라마
- 『태평기』 (1991년, NHK대하드라마) - 배우 사와구치 야스코 (역할명 토코)